# هربرت وایزمن
هربرت وایزمن (انگلیسی: Herbert Wildman; ۶ سپتامبر ۱۹۱۲ – ۱۳ اکتبر ۱۹۸۹) بازیکن واترپلو اهل ایالات متحده آمریکا بود.